# Diocesi di Gerapoli di Isauria
La diocesi di Gerapoli di Isauria (in latino Dioecesis Hierapolitana in Isauria) è una sede soppressa del Patriarcato di Antiochia e una sede titolare della Chiesa cattolica.

## Storia
Gerapoli di Isauria, nell'odierna Turchia, è un'antica sede episcopale della provincia romana di Isauria nella diocesi civile d'Oriente. Faceva parte del patriarcato di Antiochia ed era suffraganea dell'arcidiocesi di Seleucia.
Michel Le Quien attribuisce a questa antica diocesi un solo vescovo, Paolo, che sottoscrisse nel 458 la lettera dei vescovi dell'Isauria all'imperatore Leone I dopo l'uccisione del patriarca Proterio di Alessandria. Lo stesso vescovo si fece rappresentare al concilio di Calcedonia del 451 dal suo metropolita Basilio di Seleucia, il quale sottoscrisse gli atti conclusivi del concilio al posto di Paolo.
La diocesi dovette scomparire ben presto, perché non appare in nessuna antica Notitia Episcopatuum.
Dal XV secolo Gerapoli di Isauria è annoverata tra le sedi vescovili titolari della Chiesa cattolica; la sede è vacante dal 16 gennaio 1976. Nel Novecento il titolo è stato assegnato a due soli vescovi: Dominic Ignatius Ekandem, vescovo ausiliare di Calabar in Nigeria; e José Alberto Lopes de Castro Pinto, vescovo ausiliare di Rio de Janeiro in Brasile.

## Cronotassi

### Vescovi greci
- Paolo † (prima del 451 - dopo il 458)

### Vescovi titolari
La presente cronotassi riporta i vescovi che Catholic Hierarchy assegna a questa sede titolare dal XV al XVIII secolo. Tuttavia i volumi della Hierarchia catholica di Eubel non indicano mai la provincia di appartenenza dei vescovi Hierapolitani di questo periodo.
Per il XIX e il XX secolo la cronotassi segue le indicazioni riportate dagli Annuari Pontifici, dagli Acta Sanctae Sedis e dagli Acta Apostolicae Sedis: queste fonti non menzionano nessun vescovo titolare di Gerapoli di Isauria fino a Dominic Ignatius Ekandem nel 1953.
- Ulrich Aumayer, O.F.M. † (24 luglio 1456 - 1º luglio 1468 deceduto)
- Johann Ludovici, O.S.A. † (3 agosto 1468 - 10 novembre 1480 deceduto)
- Johann Schlecht (von Vilsek), O.S.A. † (10 settembre 1481 - 31 luglio 1500 deceduto)
- Peter Krafft † (27 gennaio 1501 - 16 marzo 1530 deceduto)
- Johann Kluspeck, C.R.S.A. † (18 dicembre 1531 - 18 febbraio 1545 deceduto)
- Johann Zolner † (17 dicembre 1546 - 19 agosto 1549 deceduto)
- Johann Konrad von Gemmingen † (28 febbraio 1594 - 2 aprile 1595 succeduto vescovo di Eichstätt)
- Adam Adami, O.S.B. † (16 dicembre 1652 - 19 febbraio 1663 deceduto)
- Marcantonio Oddi † (6 marzo 1656 - 23 giugno 1659 nominato vescovo di Perugia)
- Giuseppe Maria Sebastiani, O.C.D. † (14 dicembre 1659 - 22 agosto 1667 nominato vescovo di Bisignano)
- Custódio de Pinho † (14 gennaio 1669 - 14 aprile 1697 deceduto)
- Konstanty Józef Zieliński † (30 agosto 1694 - 30 marzo 1700 nominato arcivescovo di Leopoli)
- Vitus Seipel, O. Praem. † (3 gennaio 1701 - 9 marzo 1711 deceduto)
- Karol Piotr Pancerzyński † (5 ottobre 1712 - 24 settembre 1721 nominato vescovo di Smolensk)
- Joseph-Alphonse de Valbelle de Tourves † (6 luglio 1722 - 17 novembre 1727 succeduto vescovo di Saint-Omer)
- ...[1]
- Dominic Ignatius Ekandem † (7 agosto 1953 - 1º marzo 1963 nominato vescovo di Ikot Ekpene)
- José Alberto Lopes de Castro Pinto † (25 febbraio 1964 - 16 gennaio 1976 nominato vescovo di Guaxupé)